# Манилово (Тотемський район)
Мани́лово (рос. Манылово) — присілок у складі Тотемського району Вологодської області, Росія. Входить до складу Толшменського сільського поселення.

## Населення
Населення — 38 осіб (2010; 49 у 2002).
Національний склад (станом на 2002 рік):
- росіяни — 100 %